# Nagyalásony
Nagyalásony là một thị trấn thuộc hạt Veszprém, Hungary. Thị trấn này có diện tích 14,01 km², dân số năm 2010 là 516 người, mật độ 37 người/km².